# Donaudampfschifffahrtselektrizitätenhauptbetriebswerkbauunterbeamtengesellschaft
Donaudampfschifffahrtselektrizitätenhauptbetriebswerkbauunterbeamtengesellschaft  Escoltar (?·pàg.) (Societat de funcionaris subordinats de la construcció de la fàbrica principal de l'electricitat per la navegació de vaixells de vapor al riu Danubi) és, segons el Llibre Guinness de Rècords, la paraula alemanya més llarga del món, amb 80 lletres. És un exemple de la composició il·limitada de noms que es dona en moltes llengües germàniques.
Aquesta societat era suposadament un suborganisme de la Donaudampfschiffahrtsgesellschaft, una companyia naviliera de Viena que transportava passatgers i mercaderies pel riu Danubi i que existeix encara avui. Tanmateix, no hi ha cap prova documental de l'existència de dita societat.
La paraula té 80 lletres però abans de la reforma de l'ortografia alemanya de 1996 en tenia 79: 
Donaudampfschiffahrtselektrizitätenhauptbetriebswerkbauunterbeamtengesellschaft.

## Mots que la componen
La paraula es compon de tot un seguit de mots, que s'han de llegir del final al començament:
Donau dampf schiff fahrts elektrizitäten haupt betriebs-werk bauunter beamten gesell-schaft
- Gesellschaft: societat (cal marcar dos accents tònics: sobre Gesell i sobre schaft)

- Beamten: funcionaris (singular Beamte)

- Bauunter: contractistes d'obres, constructors

- Werkbetriebs: fàbrica (mot compost per Werk i Betriebs, per la qual cosa cal pronunciar-lo amb dos accents tònics)

- haupt: principal

- elektrizitäten: electricitat (normalment utilitzat en la forma singular Elektrizität)

- Fahrt(s): navegació

- Schiff: vaixell

- Dampf: vapor

- Donau: el riu Danubi